# جيم براون (عداء سريع)
جيم براون هو عداء سريع كندي، ولد في 4 أغسطس 1909، وتوفي في 7 يوليو 2000.

## وصلات خارجية
- جيم براون على موقع أوليمبيديا (الإنجليزية)
- "buster"-–-1980 جيم براون على موقع قاعة ألبرتا للمشاهير الرياضية (مؤرشف) (الإنجليزية)